# Хуан Альберто Мельгар Кастро
Хуан Альберто Мельгар Кастро (ісп. Juan Alberto Melgar Castro; 26 червня 1930 — 2 грудня 1987) — гондураський політичний діяч, президент країни у 1975–1978 роках.

## Життєпис
Військову кар'єру розпочав у Президентському полку почесної варти.
1972–1975 роки — міністр внутрішніх справ та юстиції.
З 1975 до 1978 року обіймав посаду глави держави. Був призначений на цей пост за рішенням Вищої ради збройних сил, яка усунула від влади генерала Лопеса Арельяно, звинуваченого в отриманні хабарів від американської «Юнайтед фрут компані». Адміністрація Мельгара Кастро сприяла врегулюванню прикордонної суперечки з Сальвадором, що призвела за часів його правління до так званої «футбольної війни». На відміну від свого попередника, в галузі аграрної політики уряд виступив на боці крупних землевласників, жорстоко придушивши селянські заворушення. Намагався поставити під державний контроль національну економіку. За його правління було створено державне управління, яке мало б контролювати й фінансувати діяльність національних виробників. 1975 року за ініціативою президента було прийнято закон про боротьбу з корупцією серед державних службовців, а 1977 — новий закон про вибори, о відкривав шлях до демократизації країни.
У зовнішній політиці відмовився від пропозиції нікарагуанського диктатора Анастасіо Сомоса Дебайле вести спільну боротьбу із сандиністами. Це дозволило деяким спостерігачам звинуватити Сомосу у невдалому перевороті й замаху на Мельгара Кастро в листопаді 1977 року.
1978 року був усунутий від влади в результаті військового перевороту на чолі з генералом Полікарпо Пасом Гарсією.